# Bourth
Bourth est une commune française située dans le département de l'Eure, en région Normandie.

## Géographie

### Localisation
Bourth est située dans le pays d'Ouche en Normandie, à 130 km de Paris.
Le Sentier de grande randonnée GR 224 et un sentier de grande randonnée de pays (GRP) traversent le bourg.
La commune se trouve dans  l'aire d'attraction de Verneuil d'Avre et d'Iton, ainsi que dans son bassin de vie, et dans la zone d'emploi d’Évreux

### Communes limitrophes
Les communes limitrophes sont  Chaise-Dieu-du-Theil, Chéronvilliers, Gournay-le-Guérin, Les Barils, Mandres et Verneuil d'Avre et d'Iton.
| Chéronvilliers       |            | Verneuil d'Avre et d'Iton (comm. dél. de Francheville)         |
| Chaise-Dieu-du-Theil | Bourth     | Verneuil d'Avre et d'Iton (comm. dél. de Francheville) Mandres |
| Gournay-le-Guérin    | Les Barils |                                                                |

### Géologie et relief
La superficie de la commune est de 18,63 km2 ; son altitude varie de 179  à   217 mètres.

### Hydrographie
La commune est située dans le bassin Seine-Normandie. Elle est drainée par l'Iton, le dernier affluent de la rive gauche de l'Eure, et donc un sous-affluent de la Seine, l'Iton bras Force de Breteuil, l'Iton bras Force de Verneuil, le fossé 01 de la commune de Bourth, le Ruel, la Vallée des Noës et divers autres petits cours d'eau,
Un ouvrage hydraulique, le Becquet de Bourth, créé au XIIe siècle, en dérive une partie des eaux pour alimenter et défendre Breteuil-sur-Iton et Verneuil-sur-Avre

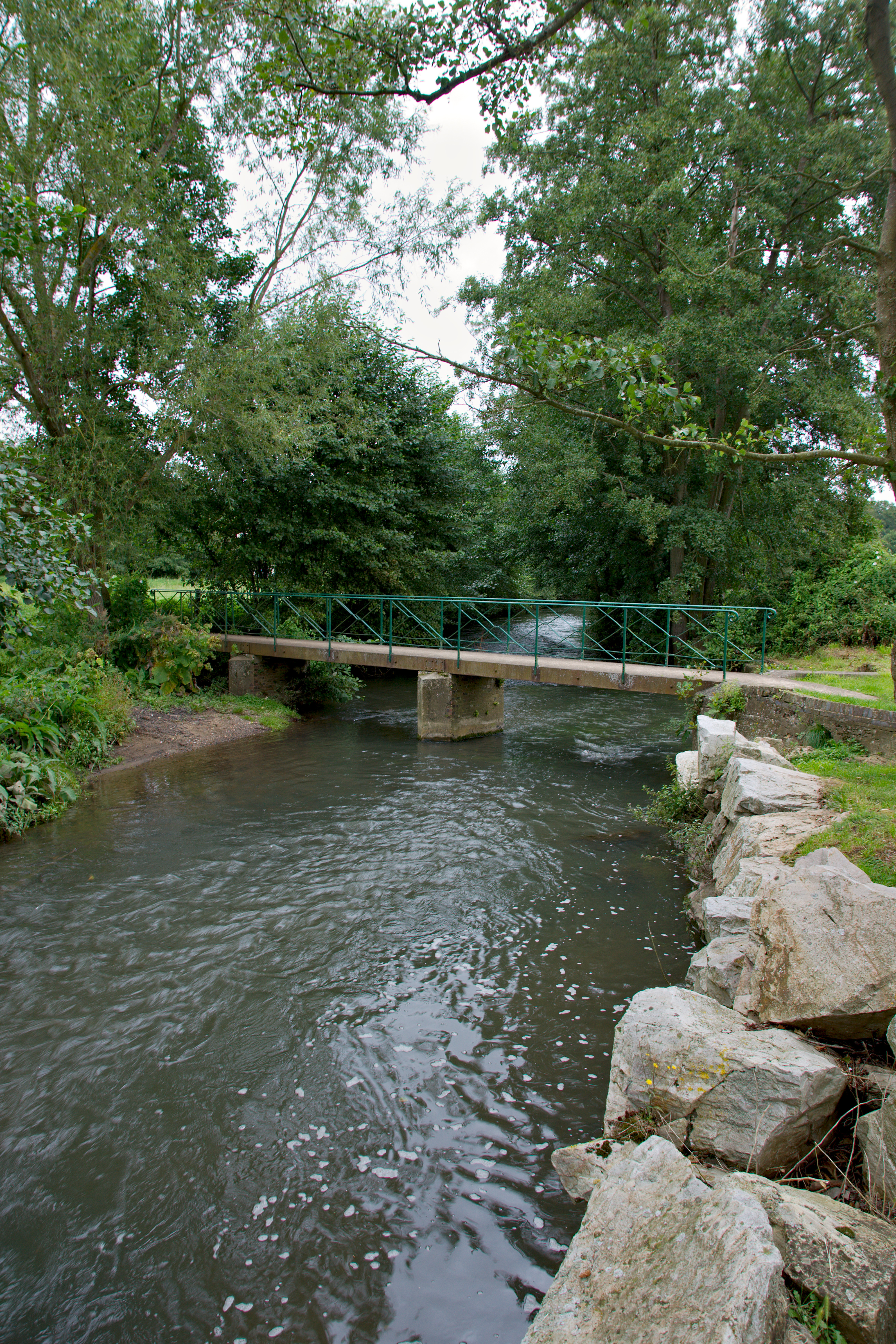
Passerelle sur l'Iton.
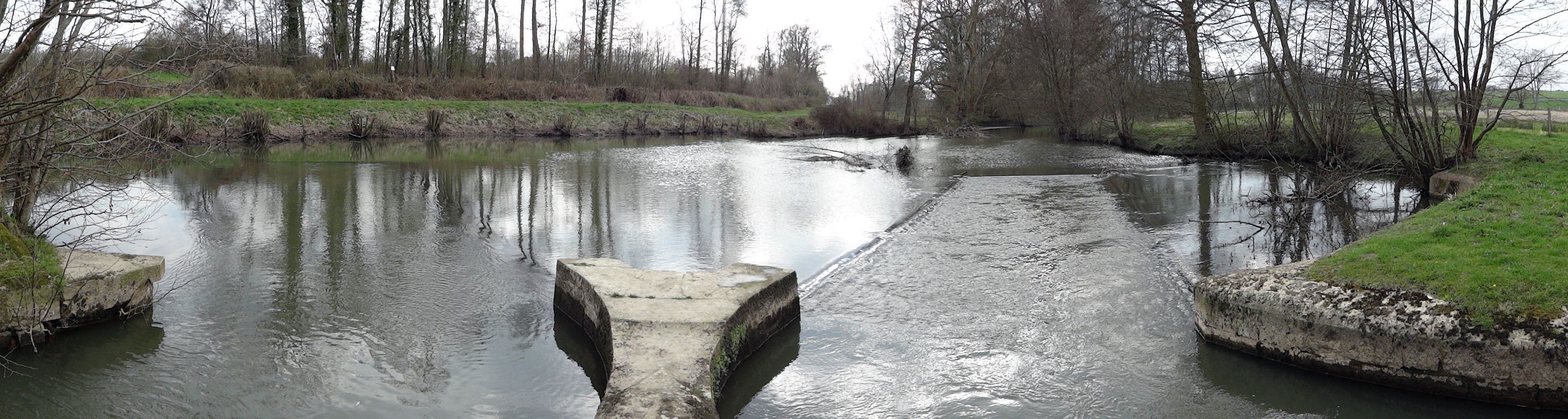
Ouvrage de départ du Becquet.
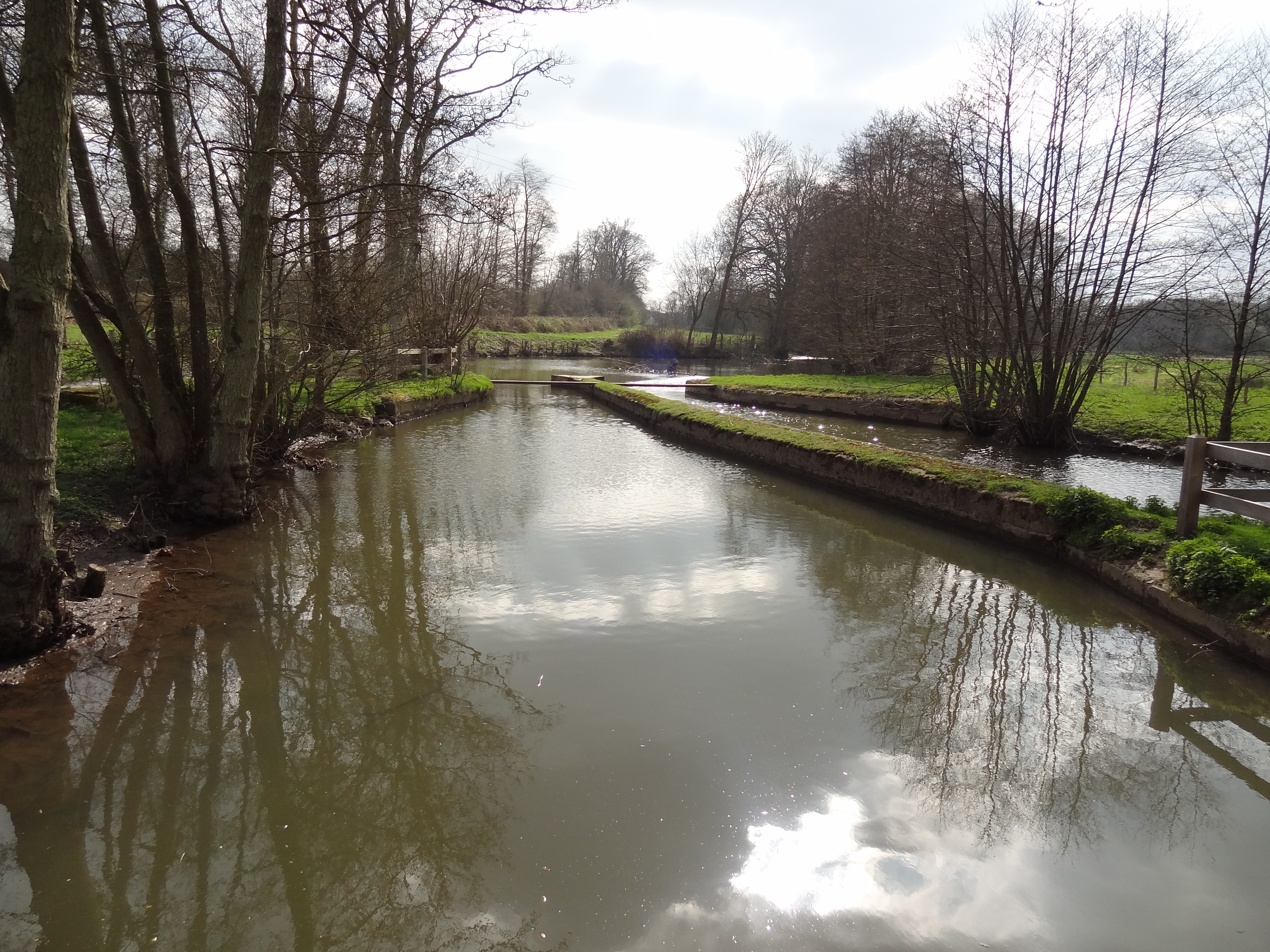
Les deux caneaux issus du Becquet.

L'Iton, d'une longueur de 132 km, prend sa source dans la commune de Mahéru et se jette  dans l'Eure à Acquigny, après avoir traversé 39 communes.Les caractéristiques hydrologiques de l'Iton sont données par la station hydrologique située sur la commune de Bourth. Le débit moyen mensuel est de 1,26 m3/s. Le débit moyen journalier maximum est de 21,7 m3/s, atteint lors de la crue du 6 janvier 2001. Le débit instantané maximal est quant à lui de 26,6 m3/s, atteint le même jour.
L'Iton Bras Force de Breteuil, d'une longueur de 14 km, prend sa source dans la commune  et se jette  dans l'Iton à Mesnils-sur-Iton, après avoir traversé quatre communes.
L'Iton Bras Force de Verneuil, d'une longueur de 13 km, prend sa source dans la commune  et se jette  dans un bras de l'Avre à Verneuil d'Avre et d'Iton, après avoir traversé trois communes.

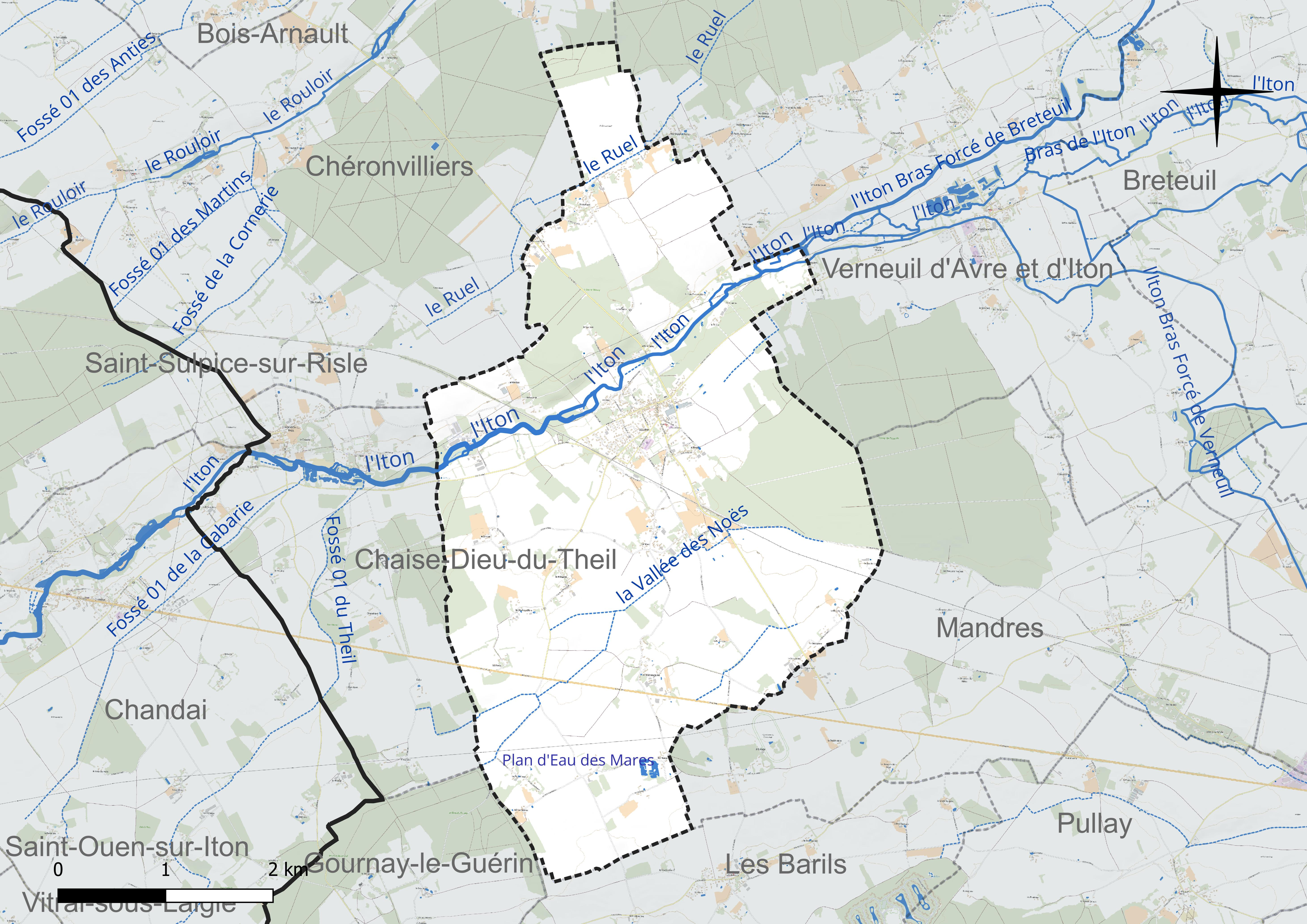
Réseau hydrographique de Bourth.

Un plan d'eau complète le réseau hydrographique : le plan d'eau des Mares (1,9 ha),.

### Climat
Pour des articles plus généraux, voir Climat de la Normandie et Climat de l'Eure.
En 2010, le climat de la commune est de type climat océanique dégradé des plaines du Centre et du Nord, selon une étude du CNRS s'appuyant sur une série de données couvrant la période 1971-2000. En 2020, Météo-France publie une typologie des climats de la France métropolitaine dans laquelle la commune est dans une zone de transition entre le climat océanique et le climat océanique altéré et est dans une zone de transition entre les régions climatiques « Sud-ouest du bassin Parisien » et « Normandie (Cotentin, Orne) ». Parallèlement le GIEC normand, un groupe régional d’experts sur le climat, différencie quant à lui, dans une étude de 2020, trois grands types de climats pour la région Normandie, nuancés à une échelle plus fine par les facteurs géographiques locaux. La commune est, selon ce zonage, exposée à un « climat des plateaux abrités », correspondant aux plaines agricoles de l’Eure, avec une pluviométrie beaucoup plus faible que dans la plaine de Caen en raison du double effet d’abri provoqué par les collines du Bocage normand et par celles qui s’étendent sur un axe du Pays d'Auge au Perche.
Pour la période 1971-2000, la température annuelle moyenne est de 9,9 °C, avec  une amplitude thermique annuelle de 14,1 °C. Le cumul annuel moyen de précipitations est de 713 mm, avec 11,6 jours de précipitations en janvier et 8,4 jours en juillet. Pour la période 1991-2020, la température moyenne annuelle observée sur la station météorologique la plus proche, située sur la commune de Breteuil à 11 km à vol d'oiseau, est de 11,1 °C et le cumul annuel moyen de précipitations est de 698,2 mm,. Pour l'avenir, les paramètres climatiques de la commune estimés pour 2050 selon différents scénarios d’émission de gaz à effet de serre sont consultables sur un site dédié publié par Météo-France en novembre 2022.

## Urbanisme

### Typologie
Au 1er janvier 2024, Bourth est catégorisée commune rurale à habitat dispersé, selon la nouvelle grille communale de densité à 7 niveaux définie par l'Insee en 2022.
Elle est située hors unité urbaine. Par ailleurs la commune fait partie de l'aire d'attraction de Verneuil d'Avre et d'Iton, dont elle est une commune de la couronne,. Cette aire, qui regroupe 24 communes, est catégorisée dans les aires de moins de 50 000 habitants,.

### Occupation des sols

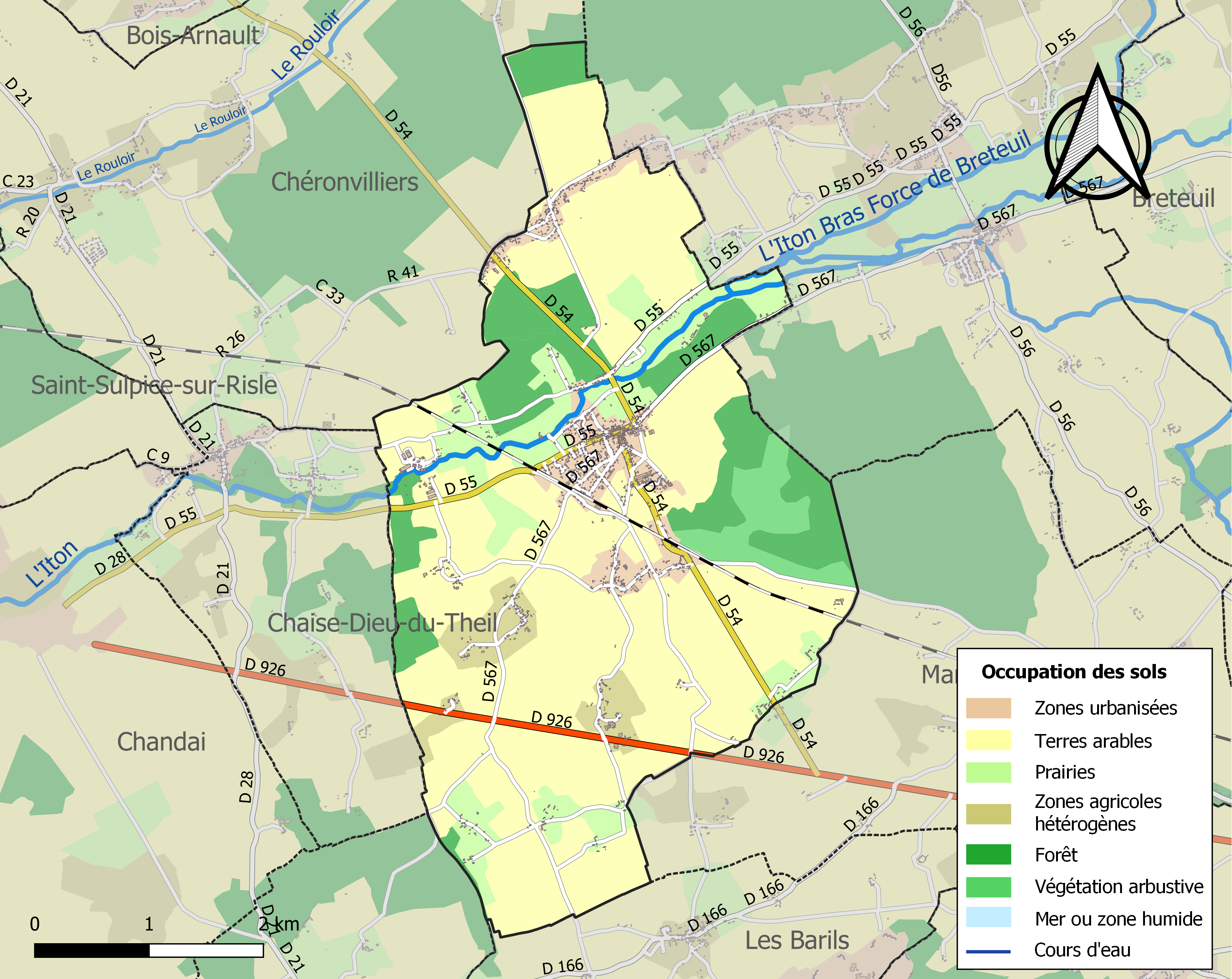
Carte des infrastructures et de l'occupation des sols de la commune en 2018 (CLC).

L'occupation des sols de la commune, telle qu'elle ressort de la base de données européenne d’occupation biophysique des sols Corine Land Cover (CLC), est marquée par l'importance des territoires agricoles (75,4 % en 2018), une proportion sensiblement équivalente à celle de 1990 (76,2 %). La répartition détaillée en 2018 est la suivante : 
terres arables (58,9 %), forêts (14,7 %), prairies (12,3 %), zones urbanisées (6,5 %), zones agricoles hétérogènes (4,1 %), milieux à végétation arbustive et/ou herbacée (3,5 %). L'évolution de l’occupation des sols de la commune et de ses infrastructures peut être observée sur les différentes représentations cartographiques du territoire : la carte de Cassini (XVIIIe siècle), la carte d'état-major (1820-1866) et les cartes ou photos aériennes de l'IGN pour la période actuelle (1950 à aujourd'hui).

### Habitat et logement
En 2021, le nombre total de logements dans la commune était de 733, alors qu'il était de 706 en 2016 et de 702 en 2011.
Parmi ces logements, 79,1 % étaient des résidences principales, 14,7 % des résidences secondaires et 6,2 % des logements vacants. Ces logements étaient pour 96,7 % d'entre eux des maisons individuelles et pour 2,6 % des appartements.
Le tableau ci-dessous présente la typologie des logements à Bourth en 2021 en comparaison avec celle de l'Eure et de la France entière. Une caractéristique marquante du parc de logements est ainsi une proportion de résidences secondaires et logements occasionnels (14,7 %) supérieure à celle du département (6,2 %) et à celle de la France entière (9,7 %).
| Typologie                                               | Bourth | Eure | France entière |
| ------------------------------------------------------- | ------ | ---- | -------------- |
| Résidences principales (en %)                           | 79,1   | 85,8 | 82,2           |
| Résidences secondaires et logements occasionnels (en %) | 14,7   | 6,2  | 9,7            |
| Logements vacants (en %)                                | 6,2    | 8    | 8,1            |

### Voies de communication et transports
La commune disposait de la gare de Bourth, ouverte en 1866 sur la ligne de Saint-Cyr à Surdon desservie par des trains reliant  Paris – Dreux – Argentan – Granville. En 2015, , la SNCF estime la fréquentation annuelle à 385 voyageurs et à 469 voyageurs en 2016. La gare n'est plus desservie depuis juillet 2016, mais la municipalité demande que des trains s'y arrêtent à nouveau.

## Toponymie
Le nom de la localité est attesté sous les formes Boort en 1130 (bulle d’Innocent II) et en 1131, Boore vers 1167 (bulle d’Alexandre III), Bohurt en 1202, Borz en 1242 (cartulaire du Bec), Bourse en 1244, Bargus en 1245 (cartulaire du Désert), Borc en 1245 (jugement de l’Échiquier), Bourt en 1264, Boourz en 1265.
Du gaulois boduo (corneille) et ritu (gué). La traversée de l'Iton, affluent de l'Eure, se trouvait facilitée par le fait que, sur ce site, la rivière se divise en trois branches.
La prononciation locale « boûr » est la seule acceptable.

## Histoire

### Antiquité
Une voie romaine pavée, parallèle à la rivière Iton, est devenue l'une des deux rues principales.
Vers le Ve siècle, est édifiée une première église.

### Moyen Âge
Depuis le XIe siècle, Bourth est l'un des éléments des domaines des seigneurs de Tillières.
Au XVe siècle, la baronnie de Bourth passe par héritage aux Le Veneur.

### Temps modernes
Le minerai de fer est extrait du sol où il affleure. À partir du XVIe siècle, les moulins sur l'Iton sont transformés en usines à fer : le Fourneau, la Forge, la Fenderie, la tréfilerie de Chéraumont, qui sont bien exploités jusque dans la deuxième moitié du XIXe siècle. La fabrication des épingles dans des ateliers familiaux occupe, pendant des siècles, la majeure partie de la population. La ferronnerie se développe plus récemment.

### Révolution française et Empire
Sous la Révolution, Bourth est le chef-lieu d'un canton de 11 communes.

## Politique et administration

### Rattachements administratifs et électoraux

#### Rattachements administratifs
La commune se trouve dans l'arrondissement d'Évreux du département de l'Eure.
Après avoir été de 1793 à 1801 le chef-lieu d'un canton, Bourth faisait partie depuis lors du canton de Verneuil-sur-Avre. Dans le cadre du redécoupage cantonal de 2014 en France, cette circonscription administrative territoriale a disparu, et le canton n'est plus qu'une circonscription électorale.

#### Rattachements électoraux
Pour les élections départementales, la commune fait partie depuis 2014 d'un nouveau canton de Verneuil d'Avre et d'Iton
Pour l'élection des députés, elle fait partie de la première circonscription de l'Eure.

### Intercommunalité
Bourth était membre de la communauté de communes du pays de Verneuil-sur-Avre, un établissement public de coopération intercommunale (EPCI) à fiscalité propre créé fin 1997  et auquel la commune avait transféré un certain nombre de ses compétences, dans les conditions déterminées par le code général des collectivités territoriales.
Dans le cadre des dispositions de la loi portant nouvelle organisation territoriale de la République du 7 août 2015, qui prévoit que les établissements publics de coopération intercommunale (EPCI) à fiscalité propre doivent avoir un minimum de 15 000 habitants, cette intercommunalité a fusionné avec ses voisines pour former, le 1er janvier 2017, la communauté de communes Interco Normandie Sud Eure, dont est désormais membre la commune.

### Liste des maires
| Période                                  | Période      | Identité                | Étiquette | Qualité                                                                        |
| ---------------------------------------- | ------------ | ----------------------- | --------- | ------------------------------------------------------------------------------ |
| Les données manquantes sont à compléter. |              |                         |           |                                                                                |
| mars 1989                                | mars 2001    | Michel Chapelot         |           |                                                                                |
| mars 2001                                | mars 2008    | Michel Lesueur          |           | Chevalier de l'ordre souverain de Malte, commandeur de Saint-Grégoire-le-Grand |
| mars 2008                                | mars 2014    | Jean-Pierre Charpentier |           | Agriculteur (polyculture élevage) Chevalier de l'Ordre national du Mérite      |
| mars 2014                                | mai 2020     | Jacky Vivier            |           | Retraité                                                                       |
| mai 2020                                 | mai 2023     | Sébastien Jousset       |           | Directeur d’usine Démissionnaire                                               |
| septembre 2023                           | juillet 2024 | Géraldine Dumoutier     |           | Employée retraitée Démissionnaire                                              |
| Juillet 2024                             | En cours     | Alain Rochefort         |           | Retraité                                                                       |

### Jumelages
- Kronstorf (Autriche) depuis 1972[37]

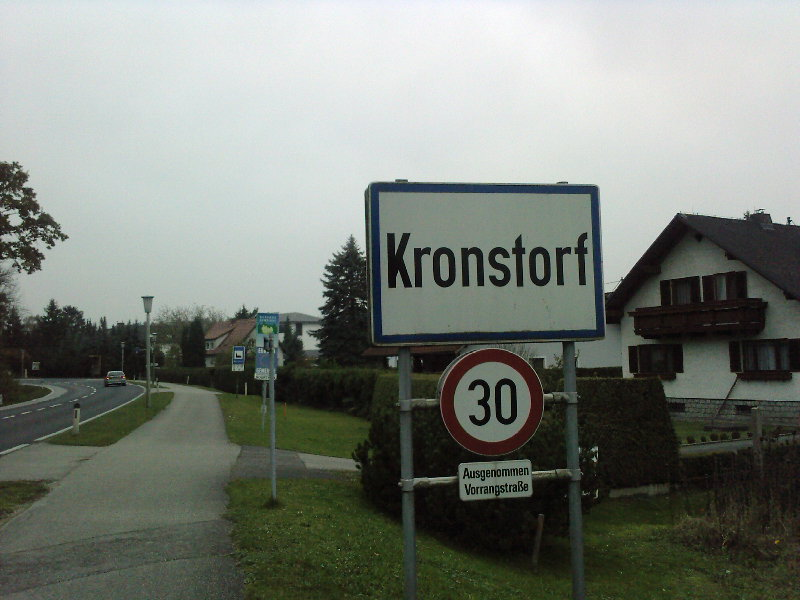
Entrée de Kronstorf.
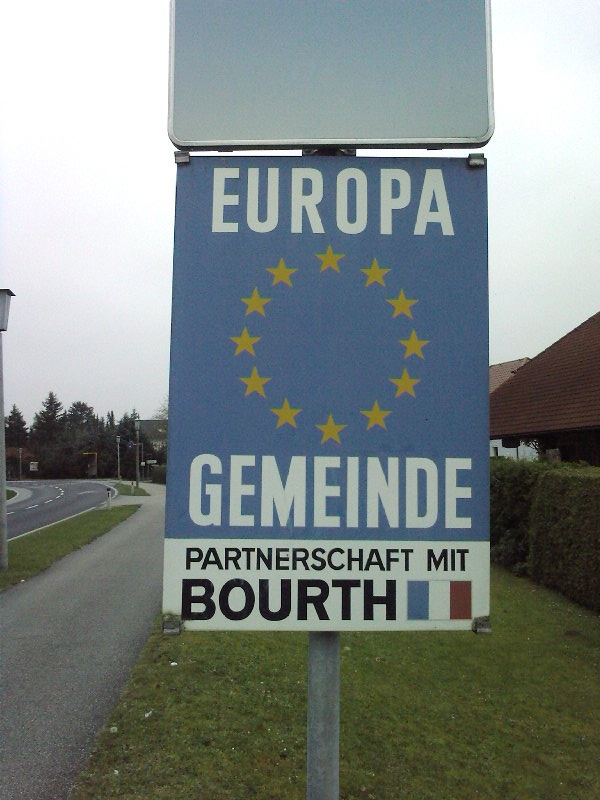
Panneau « Europa » à Kronstorf.

## Équipements et services publics
La commune dispose d'une école, d'une médiathèque, d'une maison médicale, d'une station essence communale, d'une caserne de pompiers  et de commerces

## Démographie
L'évolution du nombre d'habitants est connue à travers les recensements de la population effectués dans la commune depuis 1793. Pour les communes de moins de 10 000 habitants, une enquête de recensement portant sur toute la population est réalisée tous les cinq ans, les populations de référence des années intermédiaires étant quant à elles estimées par interpolation ou extrapolation. Pour la commune, le premier recensement exhaustif entrant dans le cadre du nouveau dispositif a été réalisé en 2004.

En 2022, la commune comptait 1 166 habitants, en évolution de −9,96 % par rapport à 2016 (Eure : −0,25 %, France hors Mayotte : +2,11 %).
| 1793  | 1800  | 1806  | 1821  | 1831  | 1836  | 1841  | 1846  | 1851  |
| ----- | ----- | ----- | ----- | ----- | ----- | ----- | ----- | ----- |
| 1 640 | 1 823 | 1 718 | 1 570 | 1 667 | 2 035 | 1 946 | 1 918 | 1 953 |

| 1856  | 1861  | 1866  | 1872  | 1876  | 1881  | 1886  | 1891  | 1896  |
| ----- | ----- | ----- | ----- | ----- | ----- | ----- | ----- | ----- |
| 1 846 | 1 808 | 1 837 | 1 535 | 1 567 | 1 528 | 1 590 | 1 373 | 1 218 |

| 1901  | 1906  | 1911  | 1921  | 1926  | 1931  | 1936  | 1946  | 1954  |
| ----- | ----- | ----- | ----- | ----- | ----- | ----- | ----- | ----- |
| 1 151 | 1 153 | 1 172 | 1 071 | 1 080 | 1 023 | 1 040 | 1 033 | 1 096 |

| 1962  | 1968  | 1975  | 1982  | 1990  | 1999  | 2004  | 2006  | 2009  |
| ----- | ----- | ----- | ----- | ----- | ----- | ----- | ----- | ----- |
| 1 084 | 1 070 | 1 074 | 1 013 | 1 064 | 1 124 | 1 201 | 1 200 | 1 244 |

| 2014  | 2019  | 2022  | - | - | - | - | - | - |
| ----- | ----- | ----- | - | - | - | - | - | - |
| 1 276 | 1 204 | 1 166 | - | - | - | - | - | - |

Habitée par plus de 2 000personnes vers 1850, la commune subit ensuite l'exode vers les grandes villes et est ramenée à 1 100 au début du XXe siècle.

## Culture locale et patrimoine

### Lieux et monuments
- Le Becquet de l'Iton  Inscrit MH (2002)[44] : ouvrage hydraulique du XIIe siècle qui partage les eaux de l'Iton en les conduisant vers deux bras forcés, creusés sur les ordres de Henri Ier Beauclerc pour arroser Breteuil et Verneuil-sur-Avre. Le bassin de retenue a été agrandi en 1843 et les bassins déversoirs ont été réaménagés[45].

- L'église Saint-Just : église dont l'essentiel est du XVIe siècle, agrandie au XIXe siècle. 
Un ensemble de 26 stalles Classé MH (1907)[46] avec miséricordes sculptées)  du XVe siècle et plusieurs statues  Classé MH (1972) sont à remarquer.

L'église Saint-Just
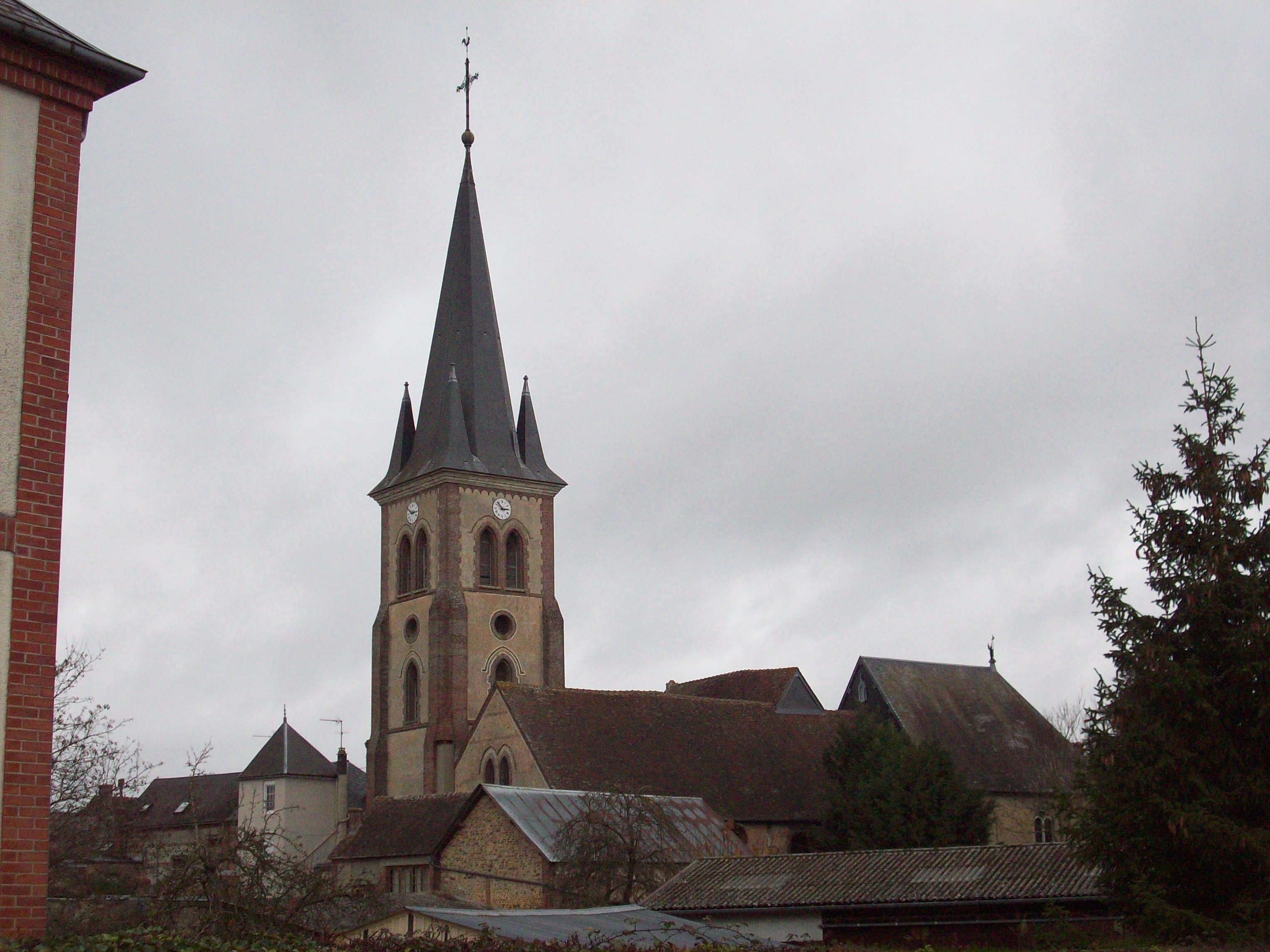
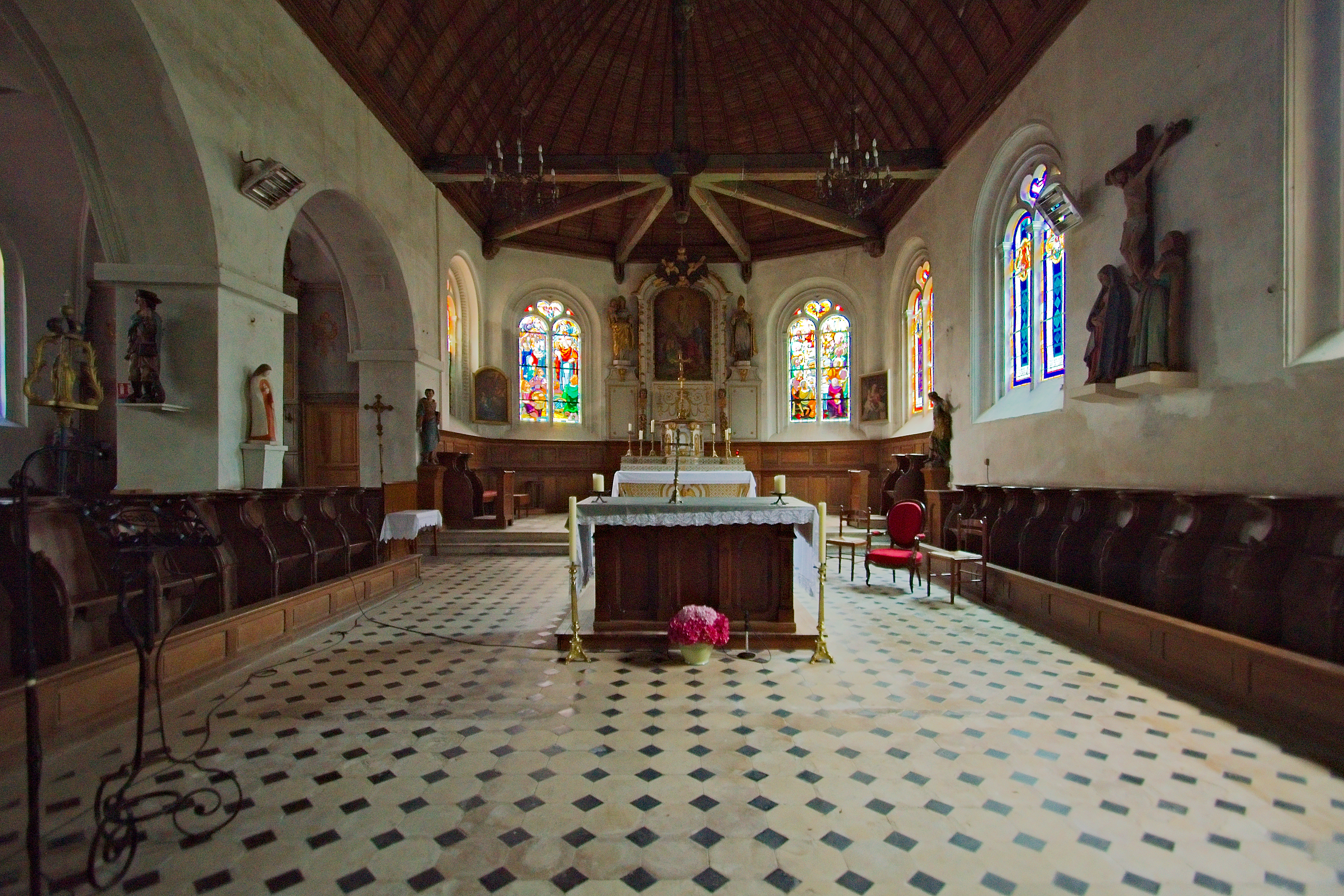
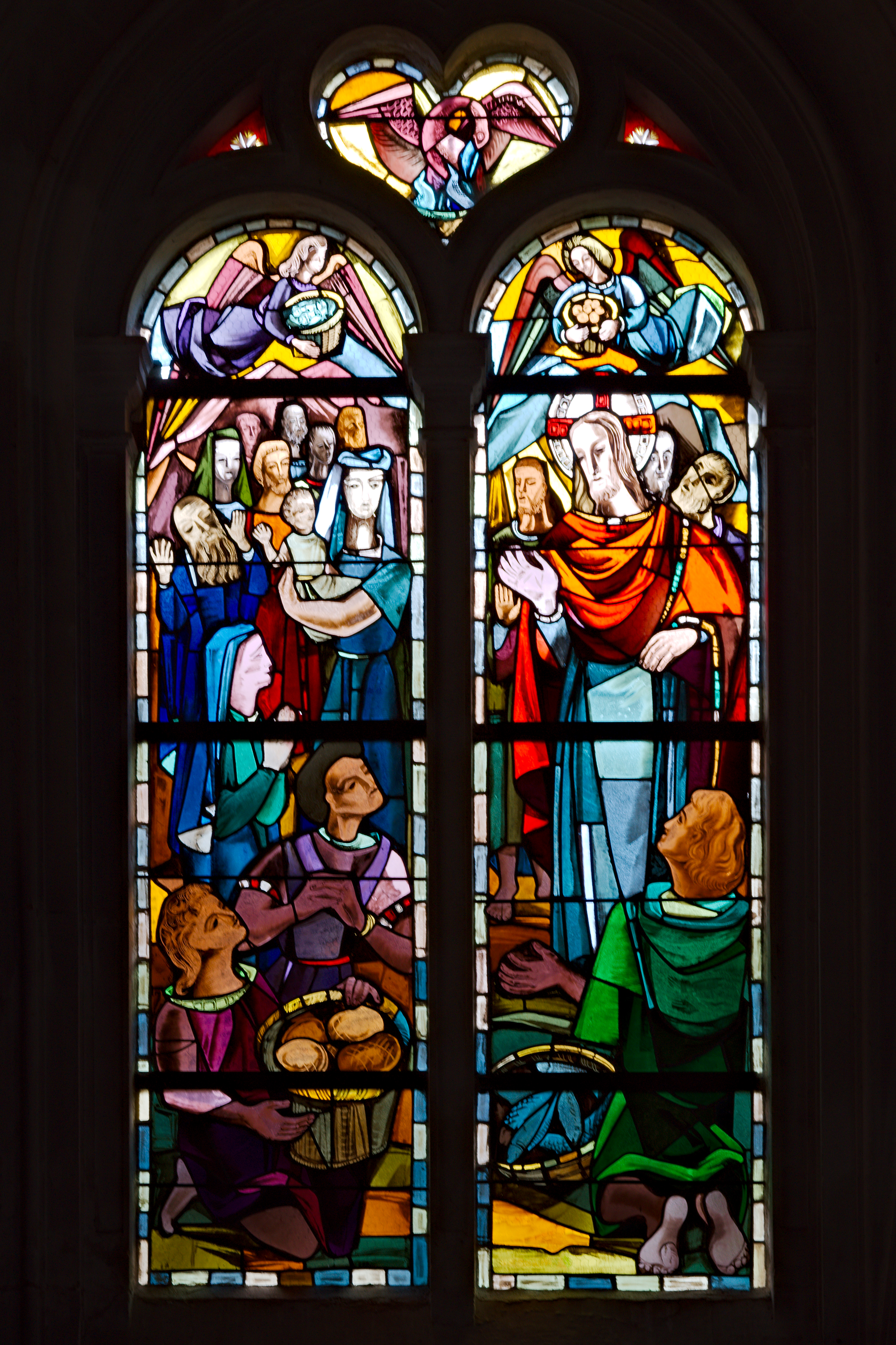

- À Chéraumont, à proximité du Becquet, ruines de la tréfilerie[47],[48] construite à partir de 1823 avec une grande cheminée quadrangulaire. Propriété privée.[réf. souhaitée]
- Le monument aux morts situé avenue du Monument (RD 55E1), sur le terre-plein devant la salle des fêtes. Il est constitué de la statue du Poilu écrasant l'aigle allemand réalisé par Charles-Henri Pourquet.
- Façade Art déco d'une pharmacie rue de Chandai.

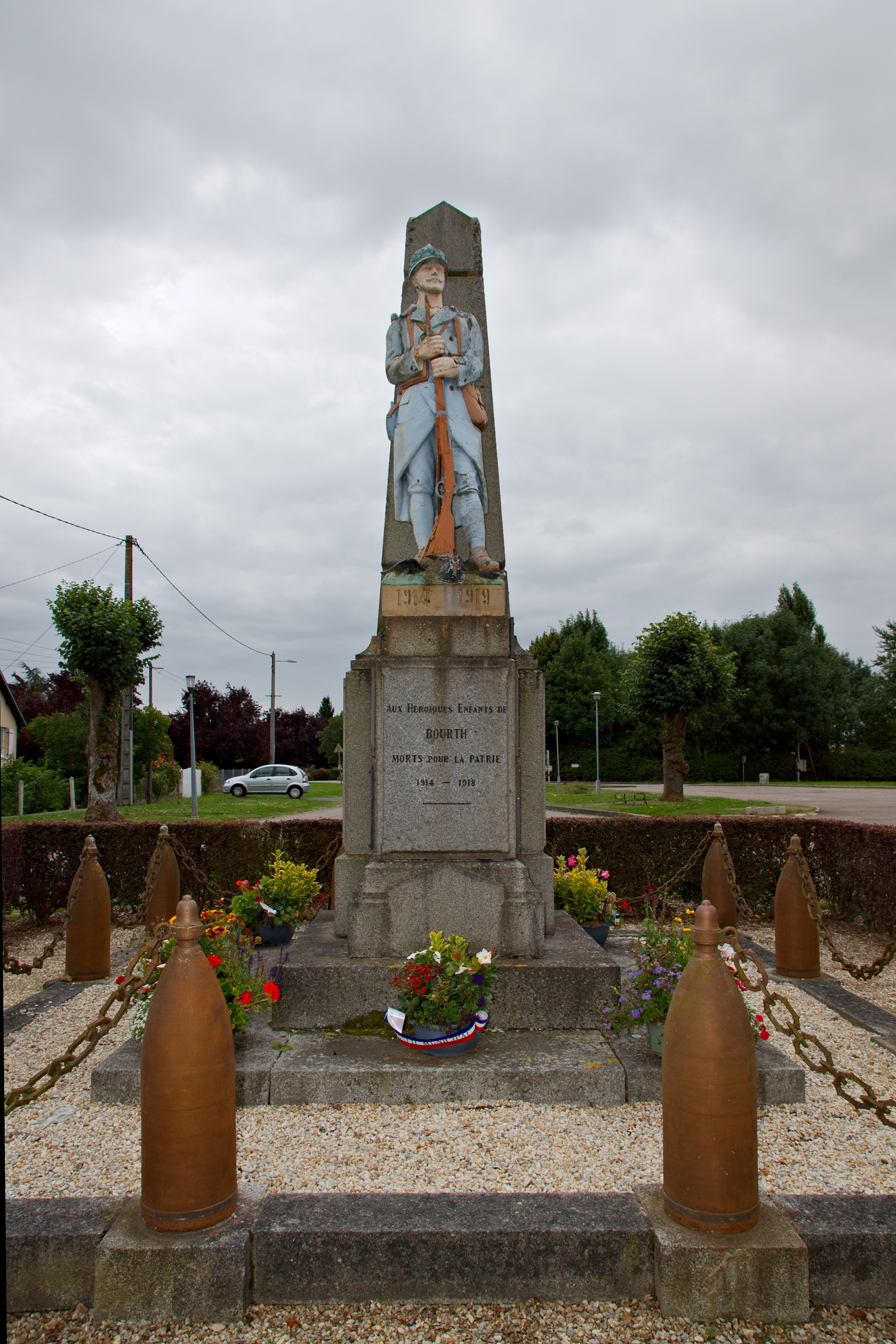
Le monument aux morts

### Personnalités liées à la commune
- une des Carmélites de Compiègne, sœur Euphrasie de l’Immaculée Conception (1736-1794), y est née.
- Pierre Moro (1942), réalisateur et producteur de films pornographiques, y est né.

### Héraldique
| Blason de Bourth | Blason  | Écartelé : au premier d'argent au sautoir d'azur, au deuxième de sable à la mitre d'or, au troisième de sable aux trois coquilles d'or, au quatrième d'argent au chevron d'azur |
| Blason de Bourth | Détails | Les quartiers 1 et 3 rappellent les armes des familles Le Veneur (barons de Bourth) et de Rouves (seigneurs de Thevray sur la paroisse de Bourth dont ils étaient patrons honoraires). Le 2 rappelle saint Just, évêque de Lyon, à qui est dédiée l'église. Le 4 symbolise le Becquet. Création : M. Lesueur, adoptée par délibération du conseil municipal du 12 décembre 1997 |

## Pour approfondir